# کالر لاین
کالر لاین (انگلیسی: Color Line) شرکت کشتیرانی نروژی است، که در سال ۱۹۹۰ تأسیس شد.